# Laszlo Carreidas
Pour les articles homonymes, voir Carreidas.
Laszlo Carreidas est un personnage de fiction des Aventures de Tintin, créé par le dessinateur belge Hergé. Il apparaît dans une seule aventure, dans laquelle il tient malgré lui une place centrale : Vol 714 pour Sydney. C'est le vingt-deuxième album de la série qui fut édité chez Casterman en 1968.

## Le personnage dans la série

### Apparition dansVol 714 pour Sydney

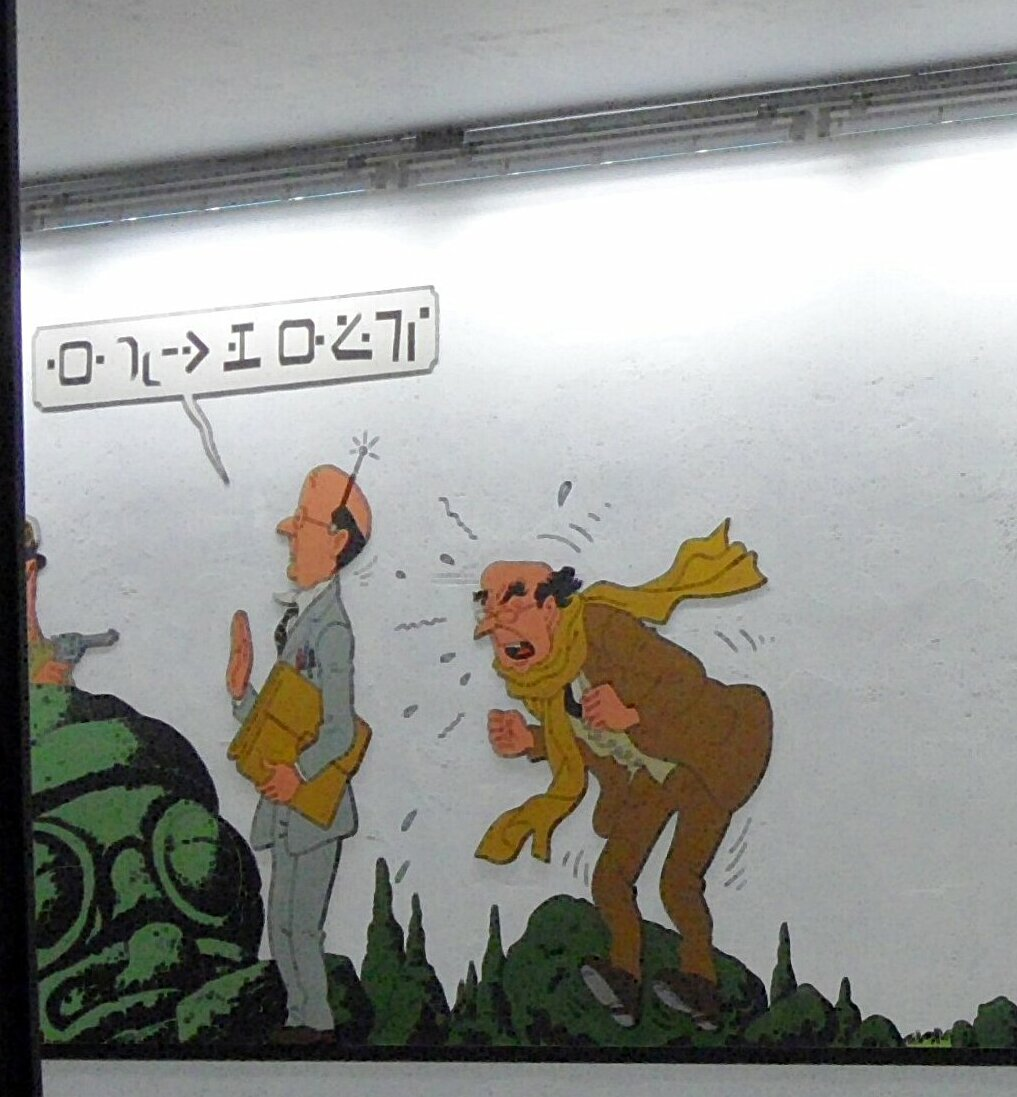
Mik Ezdanitoff et Laszlo Carreidas à la station Stockel du métro de Bruxelles.

Laszlo Carreidas est un constructeur aéronautique, homme d'affaires et milliardaire. Tintin, le capitaine Haddock et le professeur Tournesol le rencontrent par hasard à l'aéroport de Kemayoran de Jakarta (Indonésie). Les trois héros y sont alors en escale. Ils doivent se rendre à Sydney où ils sont attendus à un congrès d'astronautique, étant les premiers hommes à avoir marché sur la Lune dans une aventure précédente. 
Laszlo Carreidas est lui-même en route pour l'Australie qu'il compte atteindre via son jet privé. Tintin reconnaît l'homme d'affaire avant de se faire présenter à lui ; il le surnomme avec une forme de stupeur « l'homme-qui-ne-rit-jamais » (ce qui apparaît être un surnom assez bien trouvé partagé internationalement par tous ceux qui le rencontrent). Carreidas est totalement ébahis de s'être mis à rire aux éclats devant les actions loufoques du Professeur Tournesol dans la salle d'attente de l'aéroport. Ne voulant pas rater l'occasion de continuer à se divertir devant pareille surprise, il invite Tintin et ses amis à bord de son magnifique appareil, le Carreidas 160.
L'avion se retrouve détourné vers l'île volcanique fictive de Pulau-Pulau Bompa, où Rastapopulos et son lieutenant Allan Thompson entendent soutirer au milliardaire le numéro d'un compte bancaire suisse secret en utilisant un sérum de vérité mis au point par le docteur Krollspell.

### Apparence et caractère
Personnage antipathique, misanthrope, glacial, rugueux, fier et féroce, Laszlo Carreidas est surnommé « l'homme-qui-ne-rit-jamais ». Il est aussi avare et tricheur, maniaque et hypocondriaque. Il est profondément attaché à son chapeau qu'il tient absolument à conserver sur la tête,

## Sources d'inspiration

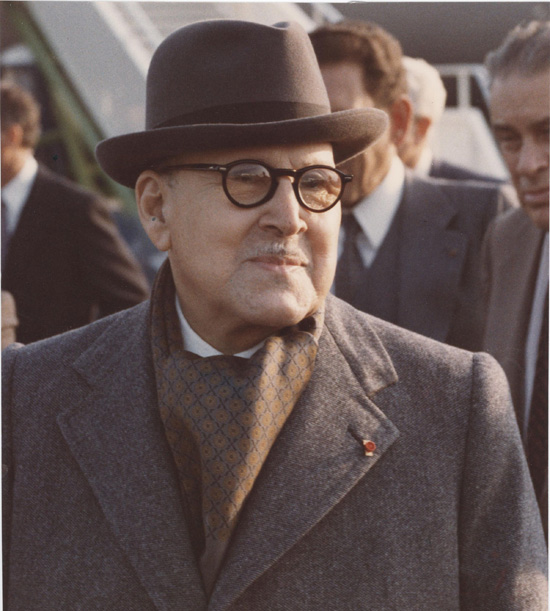
Marcel Dassault, possible inspiration de Laszlo Carreidas.

Pour composer le personnage du milliardaire Laszlo Carreidas, Hergé pourrait s'être inspiré de l'ingénieur et homme d'affaires Marcel Dassault. Le dessinateur ne l'affirme cependant pas lui-même. Outre le rapport à l'aéronautique, Carreidas et son probable modèle partagent une forme de rugosité et une allure qui ne laissent pas deviner de prime abord leur nature de pilier du monde des affaires,.

## Analyse
Comme le soulignent plusieurs spécialistes de l'œuvre d'Hergé, le personnage de Laszlo Carreidas participe de la déconstruction du monde de Tintin dans les dernières aventures, dans la mesure où il fait éclater la dichotomie « bons » / « mauvais ». Sous l'influence du héros de la série, Carreidas est placé du côté des « bons », malgré lui en vérité, et sans en avoir les qualités intrinsèques, bien au contraire,. Sa personnalité froide, ambiguë,  repousse la frontière qui permettait de distinguer basiquement le Bien et le Mal dans les précédentes aventures. Sa tenue vestimentaire et son apparence négligée contrastent avec son immense fortune et incitent le capitaine Haddock, empli de générosité naïve, à lui faire don d'un billet pour qu'il puisse se restaurer. Ayant des intérêts dans de nombreux secteurs, Laszlo Carreidas cultive une certaine avarice. De son propre aveu, son chapeau date d'avant-guerre, et pour fêter l'événement de son premier rire depuis des années, il propose d'offrir une bouteille de Sani-Cola (une marque de soda dont il est le propriétaire) tout en recommandant à son secrétaire d'opter pour le format familial qui est plus économique.
Pourtant, cette avarice devient orgueil et frivolité lorsqu'il s'agit de concurrencer (virtuellement) ses rivaux. En apprenant qu'Aristote Onassis est sur le point d'emporter une vente aux enchères contenant des tableaux de Pablo Picasso, Georges Braque et Auguste Renoir, il donne l'ordre à son agent de rafler l'enchère entière à n'importe quel prix. Cela alors qu'il reconnaît lui-même qu'il ne sait que faire de ses innombrables tableaux déjà acquis, n'ayant plus assez de place pour les mettre correctement quelque part. Il n'agit pas du tout en collectionneur d'art éclairé, il est guidé par la volonté primaire de dominer le monde. Carreidas ne s'intéresse à l'art qu'en tant que moyen d'affirmer sa puissance, en chipant les œuvres sous le nez de véritables passionnés.
Sa véritable personnalité, déjà beaucoup montrée par Hergé à travers son comportement, est révélée totalement sous l'effet du sérum de vérité du docteur Krollspell. Le lecteur peut ainsi apprendre que Carreidas a le souvenir très précis d'avoir volé une poire dès l'âge de 4 ans (c'est son premier méfait, reconnaît-il béatement). Il vola ensuite quelques mois plus tard une bague à sa propre mère en faisant accuser la servante, qui se retrouve congédiée. Il commet ensuite d'autres méfaits, comme le vol du portefeuille de sa sœur. Il est à noter que Carreidas n'éprouve ni remords, ni regret à l'évocation de ses mauvaises actions et ne fait aucune autocritique. Il éprouve au contraire une nette satisfaction, qui confine à la béatitude à l'évocation de ce qui correspond pour lui à des souvenirs heureux et chéris.
Le philosophe Jean-Luc Marion considère que l'aventure « examine (et met en question) le socle éthique de l'universelle humanité et d'abord l'instance qui a régi, en fait et en droit, toute la saga – le mal », d'autant plus que Rastapopoulos, personnage incontournable de la série et véritable incarnation du mal depuis son apparition dans Les Cigares du pharaon, se découvre un rival très apparent en la personne de Carreidas. L'invention du milliardaire permet à Hergé de « mettre en scène une rivalité de mimèsis, c'est-à-dire […] une exacte description du mal selon la logique même qui le provoque ». La scène du bunker ou les deux personnages se font face et n'ont plus aucune restriction à être honnête est révélatrice à ce propos. Les deux hommes, sous l'emprise d'un sérum de vérité redoutablement efficace, rivalisent avec colère et larmes pour déterminer lequel d'entre eux gagne à être le plus mauvais vis-à-vis de l'autre. Cela ressemble fortement, en vérité, à une colère puérile d'enfants immatures qui ne supportent pas la moindre contrariété. Ce sont d'ailleurs des souvenirs d'enfance qui leur reviennent et qu'ils décrivent. La litanie ou ils revendiquent chacun être le plus mauvais, le plus cynique, le plus malsain, aboutit donc à une « compétition absurde, qui ramène le mal à sa contradiction et en dévoile le ridicule ». Pour Jean-Luc Marion, l'album évoque le Jugement dernier : Rastapopoulos et Carreidas qui, sous l'effet du sérum de vérité, se disputent le titre de génie du mal, sont finalement emportés au ciel par une soucoupe volante salvatrice et empreinte d'un jugement moral dont les deux protagonistes ne peuvent se sortir indemnes lors d'une scène qui semble convoquer l'enfer théologique. D'une certaine façon, les extraterrestres, plus puissants, plus responsables, agissent comme des parents qui doivent remettre de l'ordre.

#### Album en couleurs
- Hergé, Vol 714 pour Sydney, Tournai, Casterman, 1968, 64 p. (ISBN 9782203001213).

#### Hergé et son œuvre
- Jean-Marie Apostolidès, Les métamorphoses de Tintin, Paris, Flammarion, coll. « Champs », 2006 (1re éd. 1984), 435 p. (ISBN 978-2-08-124907-3).
- Collectif, Les personnages de Tintin dans l'histoire : Les événements qui ont inspiré l'œuvre d'Hergé, vol. 2, Historia, hors-série / Le Point, juillet 2012, 130 p. (EAN 9782897051044).
- Cyrille Mozgovine (préf. Albert Algoud), De Abdallah à Zorrino : Dictionnaire des noms propres de Tintin, Tournai, Casterman, coll. « Bibliothèque de Moulinsart », 1992, 286 p. (ISBN 2-203-01711-2).
- Frédéric Soumois, Dossier Tintin : Sources, Versions, Thèmes, Structures, Bruxelles, Jacques Antoine, 1987, 316 p. (ISBN 2-87191-009-X).